# Chèzeneuve
Chèzeneuve és un municipi francès situat al departament de la Isèra i a la regió d'Alvèrnia-Roine-Alps. L'any 2007 tenia 476 habitants.

## Demografia

### Població
El 2007 la població de fet de Chèzeneuve era de 476 persones. Hi havia 174 famílies de les quals 29 eren unipersonals (12 homes vivint sols i 17 dones vivint soles), 54 parelles sense fills, 83 parelles amb fills i 8 famílies monoparentals amb fills.
La població ha evolucionat segons el següent gràfic:
Habitants censats

### Habitatges
El 2007 hi havia 194 habitatges, 174 eren l'habitatge principal de la família, 8 eren segones residències i 12 estaven desocupats. 187 eren cases i 7 eren apartaments. Dels 174 habitatges principals, 153 estaven ocupats pels seus propietaris, 17 estaven llogats i ocupats pels llogaters i 4 estaven cedits a títol gratuït; 4 tenien dues cambres, 6 en tenien tres, 47 en tenien quatre i 117 en tenien cinc o més. 161 habitatges disposaven pel capbaix d'una plaça de pàrquing. A 42 habitatges hi havia un automòbil i a 123 n'hi havia dos o més.

### Piràmide de població
La piràmide de població per edats i sexe el 2009 era:
| Homes | Edats   | Dones |
| ----- | ------- | ----- |
| 0     | 95 o +  | 0     |
| 0     | 90 a 94 | 0     |
| 0     | 85 a 89 | 0     |
| 0     | 80 a 84 | 8     |
| 20    | 75 a 79 | 4     |
| 0     | 70 a 74 | 12    |
| 4     | 65 a 69 | 0     |
| 8     | 60 a 64 | 8     |
| 4     | 55 a 59 | 8     |
| 16    | 50 a 54 | 12    |
| 12    | 45 a 49 | 20    |
| 12    | 40 a 44 | 4     |
| 36    | 35 a 39 | 20    |
| 4     | 30 a 34 | 24    |
| 8     | 25 a 29 | 8     |
| 8     | 20 a 24 | 8     |
| 16    | 15 a 19 | 24    |
| 4     | 10 a 14 | 12    |
| 12    | 5 a 9   | 24    |
| 8     | 0 a 4   | 0     |

## Economia
El 2007 la població en edat de treballar era de 322 persones, 259 eren actives i 63 eren inactives. De les 259 persones actives 243 estaven ocupades (126 homes i 117 dones) i 15 estaven aturades (5 homes i 10 dones). De les 63 persones inactives 25 estaven jubilades, 22 estaven estudiant i 16 estaven classificades com a «altres inactius».

### Ingressos
El 2009 a Chèzeneuve hi havia 178 unitats fiscals que integraven 496,5 persones, la mediana anual d'ingressos fiscals per persona era de 21.658 €.

### Activitats econòmiques
Dels 9 establiments que hi havia el 2007, 2 eren d'empreses de fabricació d'altres productes industrials, 2 d'empreses de construcció, 1 d'una empresa de comerç i reparació d'automòbils, 1 d'una empresa d'hostatgeria i restauració, 2 d'empreses d'informació i comunicació i 1 d'una empresa immobiliària.
Dels 4 establiments de servei als particulars que hi havia el 2009, 1 era un taller de reparació d'automòbils i de material agrícola, 1 lampisteria, 1 electricista i 1 agència immobiliària.
L'any 2000 a Chèzeneuve hi havia 12 explotacions agrícoles que ocupaven un total de 475 hectàrees.

## Equipaments sanitaris i escolars
El 2009 hi havia una escola maternal integrada dins d'un grup escolar amb les comunes properes formant una escola dispersa.

## Poblacions més properes
El següent diagrama mostra les poblacions més properes.